# 건축 설계 대회
건축설계대회는 새로운 건물을 건설하려는 단체가 단체가 설계 제안을 제출받기 위해 건축가들을 초청하는 경연대회의 한 종류다. 우승한 설계는 대개 독립적인 디자인 전문가들과, 정부와 지역 대표인과 같은 이해당사자들에 의해 정해진다. 이 절차는 자주 건축 설계의 새로운 아이디어를 만들어내고, 공공의 투표를 촉진시키고, 계획을 홍보하고, 떠오르는 설계사들에게 이름을 알릴 기회를 주기 위해 이용된다. 건축대회는 자주 공공건물을 의뢰하기 위해 이용된다. 몇몇 나라에서는 공공 건물 계약을 응찰하기 위한 규칙이 의무적인 공개 건축대회의 어떤 형식을 규정한다.
경쟁에서 이길지라도 그 설계가 실현된다는 보장은 없다. 의뢰 단체는 상을 받은 설계를 거부할 권리가 있고, 요구와 자금은 원래의 의도를 좌절시키는 방향으로 바뀔 수 있다. 2002년 세계 무역 센터 재건 대회는 좋은 예시인데, 다니엘 리베스킨트의 수상작의 기본 요소만이 최종 계획에서 드러난다.

## 역사
건축대회는 2500년 이전부터 있었다. 아테네의 아크로폴리스는 기원전 448년에 행한 건축대회의 결과물이며, 중세시대의 몇몇 성당들도 그랬다. 르네상스 시기에는, 교회가 시작한 많은 계획들이 설계 공모를 통해 결정되었다. 예시로는 로마의 스페인 계단이나 1419년에 필리포 브루넬레스키가 낙점된 피렌체 대성당의 돔의 설계의 공모같은 것들이 있다. 18세기에는 공개적인 경연대회들이 미국, 영국, 아일랜드, 프랑스, 스웨덴을 포함하는 여러 나라들에서 개최되었다.

19세기에는 50년 동안 영국과 아일랜드에서 2500개가 넘는 대회가 있었고, 런던에서만 362개가 있었다. 영국 왕립 건축가 협회는 1839년에 최초의 규칙 모음을, 1872년에 공식적인 규정 모음의 초안을 작성했다. 독일에서는 1867년에 규정이 만들어졌고, 같은 시기에 네덜란드에서는 건축의 진보를 위한 협회(Maatschappij tot Bevordering van de Bouwkunst)가 건축가들의 창조성을 자극하는 것을 목표로 하여 r구상 경연대회를 조직하기 시작했다.

## 종류
후술할 요건들의 조합에서 유래한 다양한 대회의 종류가 있다.
- 국제적이거나, 국가적이거나, 지역적인 공개 경연대회 또는 제한된, 선별된, 비공개된 참가하도록 허용된 사람들에 의존하는 경연대회
- 계획 대회나 구상 대회 : 건물의 의도나 새로운 구상의 생성에 중점을 두고 있다.
- 단일 단계나 다중 단계 대회 : 경연대회의 규모와 복잡성에 중점을 두고 있다.
- 익명적이거나 협동적인 진행 : 익명성이 평가와 상의 전달에 더 높은 수준의 객관성을 뒷받침한다. 협동 과정에서는, 참가자들이 그들의 설계 전략을 설명하고 개인적인 토론을 허용하기 위해 심사원들에게 대인 발표를 하도록 초대된다.
- 학생건축설계대회

## 규칙과 지침
각 대회의 규칙은 개최자에 의해 만들어진다. 하지만 이 규칙들은 흔히 국제 건축가 연맹이나 각 국가, 지역의 건축 조직에서 제공되는 지침을 따른다. 대회 지침은 규칙, 책임, 과정, 절차를 정하며 대회의 종류, 허용 기준, 심사원단의 구성, 대회의 비용, 상, 결과의 홍보와 다른 면들에 대한 안내를 제공한다.
프랑스와 독일에서는 설계 대회가 특정 비용을 넘는 건물에 대해 의무적으로 실시된다.

## 같이 보기
- 학생경연대회
- 학생건축설계대회

## 참고 문헌
- Andersson E., Bloxham Zettersten, G. und Rönn, M., (eds) Architectural Competitions - Histories and Practice. Stockholm: The Royal Institute of Technology and Rio Kulturkooperativ, 2013. ISBN 978-91-85249-16-9
- Chupin, Jean-Pierre, Carmela Cucuzzella and Bechara Helal (eds) Architecture Competitions and the Production of Culture, Quality and Knowledge: An International Inquiry, Montreal: Potential Architecture Books, 2015, ISBN 978-0-9921317-0-8
- Collyer, G. Stanley, Competing Globally in Architecture Competitions, Wiley Academy, 2004, ISBN 0470-86-2130
- De Jong, Cees and Mattie, Erik: Architectural Competitions 1792-1949, Taschen, 1997, ISBN 3-8228-8599-1